# 다오 야스시
다오 야스시(일본어: 田尾 安志, 1954년 1월 8일 ~ )는 일본의 전 프로 야구 선수이자 야구 감독, 야구 해설가·평론가이다.

## 인물

### 프로 입단 전
오사카부 오사카시에서 태어나 가가와현 미토요시에서 자랐으며, 1972년 오사카 부립 이즈오 고등학교를 졸업하고 도시샤 대학 문학부(사회학과 산업관계학 전공)에 진학, 대학 시절에는 투수로 활약했지만 등판하지 않는 날은 야수로서 경기에 출전하는 일이 많았다.

### 프로 입단 후
대학 졸업 후 1976년 드래프트 회의에서 1순위로 지명을 받아 주니치 드래건스에 입단하여 데뷔 첫 해에 신인왕을 수상했고, 1982년에는 시즌 232개의 최다 출루수를 기록하여 최다 출루 타이틀을 석권했다(현재의 타이틀은 최고 출루율). 같은 해 팀이 센트럴 리그 우승을 이끈 중심 멤버로 활약을 했고, 1982년 시즌 최다인 174개의 안타를 기록하는 것을 시작으로 1983년과 1984년에 각각 161개와 166개의 시즌 최다 안타를 기록하여 3년 연속 최다 안타 기록을 달성하는 위업을 세우기도 하였다.
1985년에는 스기모토 다다시, 오이시 도모요시와의 맞트레이드로 히로오카 다쓰로 감독이 이끄는 세이부 라이온스에 이적하면서 시즌 2할 6푼 8리의 타율과 128안타, 13홈런, 60타점을 기록하여 성공적인 시즌을 보냈고, 같은 해에 팀은 퍼시픽 리그 우승, 이후 일본 시리즈에서 주니치 시절에 이은 통산 두 번째의 시리즈 출전을 완수하였지만 일본 시리즈 기간 중 기대 이하의 플레이를 펼치면서 감독이나 팬들로부터 외면받기도 했다. 이듬해인 1986년 시즌에는 정규 경기의 풀 이닝 출장하지 못하면서 이렇다할 만한 성적이 나오지 않자 결국 팀에서 방출당하는 불명예를 안게 되었다.
1987년 요시타케 하루키, 마에다 고지와의 맞트레이드로 학창 시절부터 동경했던 팀인 한신 타이거스에 이적하여 정규 경기에서 선발 출장의 기회는 줄어들기는 했지만 여기의 힘을 발휘해 이듬해인 1988년에는 3개의 끝내기 홈런을 기록하는 등의 맹활약을 했다. 1991년에는 통산 1683경기 출장, 1560안타, 149홈런, 2320루타, 574타점, 2할 8푼 8리의 타율을 기록하여 선수 생활을 은퇴했다. 현역 시절 수비 포지션인 외야수로 맹활약을 하면서 이치로가 어릴 때 좋아했던 선수와 동경했던 선수로도 알려져 있으며, 좌타자이면서 타석에서 배트를 빙빙 돌리는 특이한 타법을 구사해 나가면서 안타제조기(安打製造機)라는 별명이 붙여질 정도로 유명했다.

### 야구 평론가·해설자 시대
현역 은퇴한 이듬해인 1992년부터 방송사의 스포츠 캐스터로 활동하면서 후지 TV, 간사이 TV, 도카이 TV, 닛폰 방송 등 프로 야구 해설가로 활동하는 것 외에도 프로 야구와 관련된 각종 프로그램의 메인 캐스터로도 활동했다. 그 외에 탤런트 및 연기자로도 활동하는 등 예능계에서도 활동 영역을 넓히기도 했다. 야구를 평론하는 것 외에도 연기 활동도 전개해 나가면서 밝고 상쾌한 이미지의 캐릭터를 가지는 등 시청자들로부터 폭넓은 사랑을 받고 있다. 취미가 낚시이며, 니시다 도시유키가 주연하는 영화에도 출연하기도 했으며, 닛폰 방송 해설가로 있을 당시 사내 아나운서와 함께 바다 낚시에 나가는 일도 많았다.
2001년에는 아시안 게임에서 전일본 대표팀의 코치로 발탁되기도 했다.

### 감독 시절
2005년 시즌, 오사카 긴테쓰 버펄로스와 오릭스 블루웨이브의 통합으로 긴테쓰가 해체되면서 우여곡절 끝에 창단한 퍼시픽 리그 팀인 도호쿠 라쿠텐 골든이글스의 초대 감독으로 취임해 3년의 계약을 맺으면서 자신의 생애 처음으로 감독이라는 직책을 갖고 지도자 생활을 하기 시작했다. 그러나 감독으로 부임한 이후 팀의 성적은 신통치 않았다. 팀은 연전연패를 거듭하면서 개막 이후 팀의 행보에 암운을 드러내며 우려되는 상황이 나오기는 했지만 시즌 중반에 선전하는 모습을 보이면서 한때 부활하는 듯한 모습을 보였으나, 시즌 후반기인 8월에 3승 21패라는 참담한 성적을 남기면서 결국 2005년 시즌에 38승 1무 97패의 최악의 성적을 기록하여 시즌 종료를 일주일 남긴 상태에서 감독직을 사임했다.
감독직에서 사임한 이후 라쿠텐의 연고지인 미야기현에서는 다오 감독의 해임에 반대하는 단체가 설립이 되면서 감독 해임의 부당성을 알리는 서명 활동을 전개해 나가기도 했으며, 텔레비전을 통해 다오 감독을 해임 시킨 라쿠텐 구단주 미키타니 히로시를 “경영자로서의 최악”이라고 통렬하게 비판하기도 했다.

### 그 후
라쿠텐 감독을 사임한 2005년 시즌 종료 후부터는 야구 해설가로 복귀하여 현재 간사이 TV와 닛폰 방송에서 해설가로 활동하고 있다.
2007년 2월 18일 도쿄 마라톤에 참가하여 완주했고 그 후 같은 해 12월 9일 호놀룰루 마라톤에도 부인과 같이 출전(TBS의 프로그램 기획), 완주했다.

## 가족 관계
부인은 가수로 활동 중인 MADAM REY(마담 레이)이고, 자녀는 3명(남자 2명, 여자 1명)을 두고 있어서 장남은 치과 의사, 차남은 탤런트와 배우로 활동 중이고, 장녀는 모델로도 활동하고 있다.

## 상세 정보

### 출신 학교
- 오사카 부립 이즈오 고등학교
- 도시샤 대학

### 선수 경력
- 주니치 드래건스(1976년 ~ 1984년)
- 세이부 라이온스(1985년 ~ 1986년)
- 한신 타이거스(1987년 ~ 1991년)

### 지도자·기타 경력
- 후지 TV, 간사이 TV, 도카이 TV, 닛폰 방송 야구 해설위원·스포츠 캐스터(1992년 ~ 2004년)
- 도호쿠 라쿠텐 골든이글스 감독(2005년)
- 간사이 TV, 닛폰 방송 야구 해설위원(2006년 ~ )

### 수상·타이틀 경력

#### 타이틀
- 최다 출루수 : 1회(1982년)
- 최다 안타(당시는 타이틀이 아님) : 3회(1982년 ~ 1984년) ※1994년부터 타이틀로 제정됨.

#### 수상
- 신인왕(1976년)
- 베스트 나인 : 3회(1981년 ~ 1983년)
- 월간 MVP : 1회(1981년 4월)

### 개인 기록

#### 첫 기록
- 첫 출장 : 1976년 4월 7일, 대 한신 타이거스 1차전(나고야 구장), 2회말에 우메다 구니조의 대타로서 출장
- 첫 선발 출장 : 1976년 4월 17일, 대 야쿠르트 스왈로스 2차전(메이지 진구 야구장), 5번·좌익수로서 선발 출장
- 첫 안타·첫 타점 : 1976년 7월 27일, 대 요미우리 자이언츠 17차전(나고야 구장), 3회말에 마사오카 신지의 대타로서 출장, 오가와 구니카즈로부터 2점 적시타
- 첫 홈런 : 1976년 9월 19일, 대 요미우리 자이언츠 23차전(고라쿠엔 구장), 4회초에 호리우치 쓰네오로부터 2점 홈런

#### 기록 달성 경력
- 통산 1000안타 : 1984년 8월 7일, 대 요코하마 다이요 웨일스 17차전(요코하마 스타디움), 5회초에 구보 후미오로부터 2루 내야 안타 ※역대 134번째.
- 통산 100홈런 : 1984년 8월 20일, 대 야쿠르트 스왈로스 22차전(메이지 진구 야구장), 3회초에 오바나 다카오로부터 2점 홈런
- 통산 1000경기 출장 : 1984년 8월 29일, 대 히로시마 도요 카프 20차전(나고야 구장), 1번·우익수로서 선발 출장 ※역대 250번째.
- 통산 1500경기 출장 : 1989년 7월 12일, 대 주니치 드래건스 12차전(한신 고시엔 구장), 6번·좌익수로서 선발 출장 ※역대 93번째.
- 통산 1500안타 : 1990년 7월 5일, 대 요미우리 자이언츠 16차전(한신 고시엔 구장), 4회말에 미야모토 가즈토모로부터 ※역대 185번째.

#### 기타
- 올스타전 출장 : 7회(1980년 ~ 1986년)

### 등번호
- 2(1976년 ~ 1986년)
- 8(1987년 ~ 1991년)
- 88(2005년)

### 연도별 타격 성적
| 연 도       | 소 속       | 경 기 | 타 석 | 타 수 | 득 점 | 안 타 | 2 루 타 | 3 루 타 | 홈 런 | 루 타 | 타 점 | 도 루 | 도 루 자 | 희 생 번 | 희 생 플 | 볼 넷 | 고 4 | 사 구 | 삼 진 | 병 살 타 | 타 율 | 출 루 율 | 장 타 율 | O P S |
| ----------- | ----------- | ----- | ----- | ----- | ----- | ----- | ------- | ------- | ----- | ----- | ----- | ----- | -------- | -------- | -------- | ----- | ---- | ----- | ----- | -------- | ----- | -------- | -------- | ----- |
| 1976년      | 주니치      | 67    | 183   | 166   | 19    | 46    | 6       | 3       | 3     | 67    | 21    | 0     | 3        | 0        | 0        | 16    | 0    | 1     | 27    | 3        | .277  | .344     | .404     | .748  |
| 1977년      | 주니치      | 96    | 166   | 152   | 19    | 42    | 6       | 1       | 6     | 68    | 19    | 1     | 0        | 4        | 1        | 9     | 0    | 0     | 31    | 3        | .276  | .315     | .447     | .762  |
| 1978년      | 주니치      | 102   | 372   | 339   | 42    | 93    | 12      | 0       | 11    | 138   | 47    | 3     | 2        | 2        | 3        | 27    | 1    | 1     | 62    | 3        | .274  | .327     | .407     | .734  |
| 1979년      | 주니치      | 123   | 419   | 383   | 47    | 96    | 22      | 1       | 13    | 159   | 50    | 0     | 5        | 3        | 1        | 30    | 0    | 2     | 66    | 7        | .251  | .308     | .415     | .723  |
| 1980년      | 주니치      | 122   | 498   | 472   | 60    | 141   | 29      | 3       | 7     | 197   | 34    | 16    | 9        | 3        | 2        | 20    | 1    | 1     | 47    | 7        | .299  | .327     | .417     | .745  |
| 1981년      | 주니치      | 124   | 513   | 462   | 72    | 140   | 17      | 6       | 15    | 214   | 53    | 7     | 11       | 5        | 3        | 41    | 7    | 2     | 62    | 11       | .303  | .360     | .463     | .823  |
| 1982년      | 주니치      | 129   | 565   | 497   | 92    | 174   | 25      | 3       | 14    | 247   | 41    | 9     | 10       | 7        | 3        | 58    | 7    | 0     | 32    | 5        | .350  | .416     | .497     | .913  |
| 1983년      | 주니치      | 130   | 574   | 506   | 74    | 161   | 26      | 3       | 13    | 232   | 61    | 9     | 7        | 3        | 3        | 60    | 5    | 2     | 50    | 5        | .318  | .391     | .458     | .849  |
| 1984년      | 주니치      | 130   | 603   | 536   | 94    | 166   | 21      | 6       | 20    | 259   | 49    | 3     | 5        | 10       | 3        | 54    | 5    | 0     | 50    | 8        | .310  | .371     | .483     | .854  |
| 1985년      | 세이부      | 127   | 534   | 477   | 66    | 128   | 21      | 5       | 13    | 198   | 60    | 1     | 4        | 2        | 3        | 50    | 1    | 2     | 33    | 10       | .268  | .338     | .415     | .753  |
| 1986년      | 세이부      | 106   | 341   | 313   | 42    | 83    | 12      | 2       | 8     | 123   | 28    | 6     | 2        | 5        | 2        | 20    | 1    | 1     | 35    | 3        | .265  | .310     | .393     | .702  |
| 1987년      | 한신        | 104   | 262   | 249   | 27    | 55    | 8       | 2       | 6     | 85    | 12    | 0     | 1        | 4        | 2        | 7     | 1    | 0     | 28    | 2        | .221  | .240     | .341     | .582  |
| 1988년      | 한신        | 80    | 160   | 140   | 21    | 42    | 9       | 0       | 4     | 63    | 21    | 1     | 0        | 2        | 1        | 17    | 6    | 0     | 18    | 1        | .300  | .373     | .450     | .823  |
| 1989년      | 한신        | 84    | 266   | 252   | 20    | 72    | 13      | 0       | 5     | 100   | 27    | 0     | 2        | 3        | 1        | 9     | 0    | 1     | 30    | 9        | .286  | .312     | .397     | .709  |
| 1990년      | 한신        | 119   | 428   | 386   | 41    | 108   | 14      | 0       | 11    | 155   | 50    | 2     | 1        | 2        | 0        | 40    | 1    | 0     | 56    | 13       | .280  | .347     | .402     | .749  |
| 1991년      | 한신        | 40    | 93    | 84    | 2     | 13    | 0       | 1       | 0     | 15    | 1     | 0     | 0        | 0        | 0        | 9     | 0    | 0     | 18    | 3        | .155  | .237     | .179     | .415  |
| 통산 : 16년 | 통산 : 16년 | 1683  | 5977  | 5414  | 738   | 1560  | 241     | 36      | 149   | 2320  | 574   | 58    | 62       | 55       | 28       | 467   | 36   | 13    | 644   | 93       | .288  | .344     | .429     | .773  |

- 굵은 글씨는 시즌 최고 성적.

### 감독으로서의 팀 성적
| 연도       | 소속       | 순위       | 경기 | 승리 | 패전 | 무승부 | 승률 | 승차          | 팀 홈런       | 팀 타율       | 팀 평균자책점 | 연령          |
| ---------- | ---------- | ---------- | ---- | ---- | ---- | ------ | ---- | ------------- | ------------- | ------------- | ------------- | ------------- |
| 2005년     | 라쿠텐     | 6위        | 136  | 38   | 97   | 1      | .281 | 51.5          | 88            | .255          | 5.67          | 51세          |
| 통산 : 1년 | 통산 : 1년 | 통산 : 1년 | 136  | 38   | 97   | 1      | .281 | B클래스 : 1회 | B클래스 : 1회 | B클래스 : 1회 | B클래스 : 1회 | B클래스 : 1회 |